# Veronica agrestis
Veronica agreste (nome scientifico Veronica agrestis L., 1753) è una pianta erbacea annua appartenente alla famiglia delle Plantaginaceae.

## Etimologia
Il nome generico (Veronica) deriva dal personaggio biblico Santa Veronica, la donna che ha dato a Gesù un panno per asciugare il suo volto mentre è sulla via del Calvario. Alcune macchie e segni sui petali della corolla di questo fiore sembrano assomigliare a quelli del sacro fazzoletto di Veronica. Per questo nome di pianta sono indicate altre etimologie come l'arabo "viru-niku", o altre derivate dal latino come "vera-icona" (immagine vera). L'epiteto specifico (agrestis) significa "dei campi" ossia indica che ha origine o cresce nei campi.
Il nome scientifico della specie è stato definito da Linneo (1707 – 1778), conosciuto anche come Carl von Linné, biologo e scrittore svedese considerato il padre della moderna classificazione scientifica degli organismi viventi, nella pubblicazione "Species Plantarum - 1: 13" del 1753.

## Descrizione

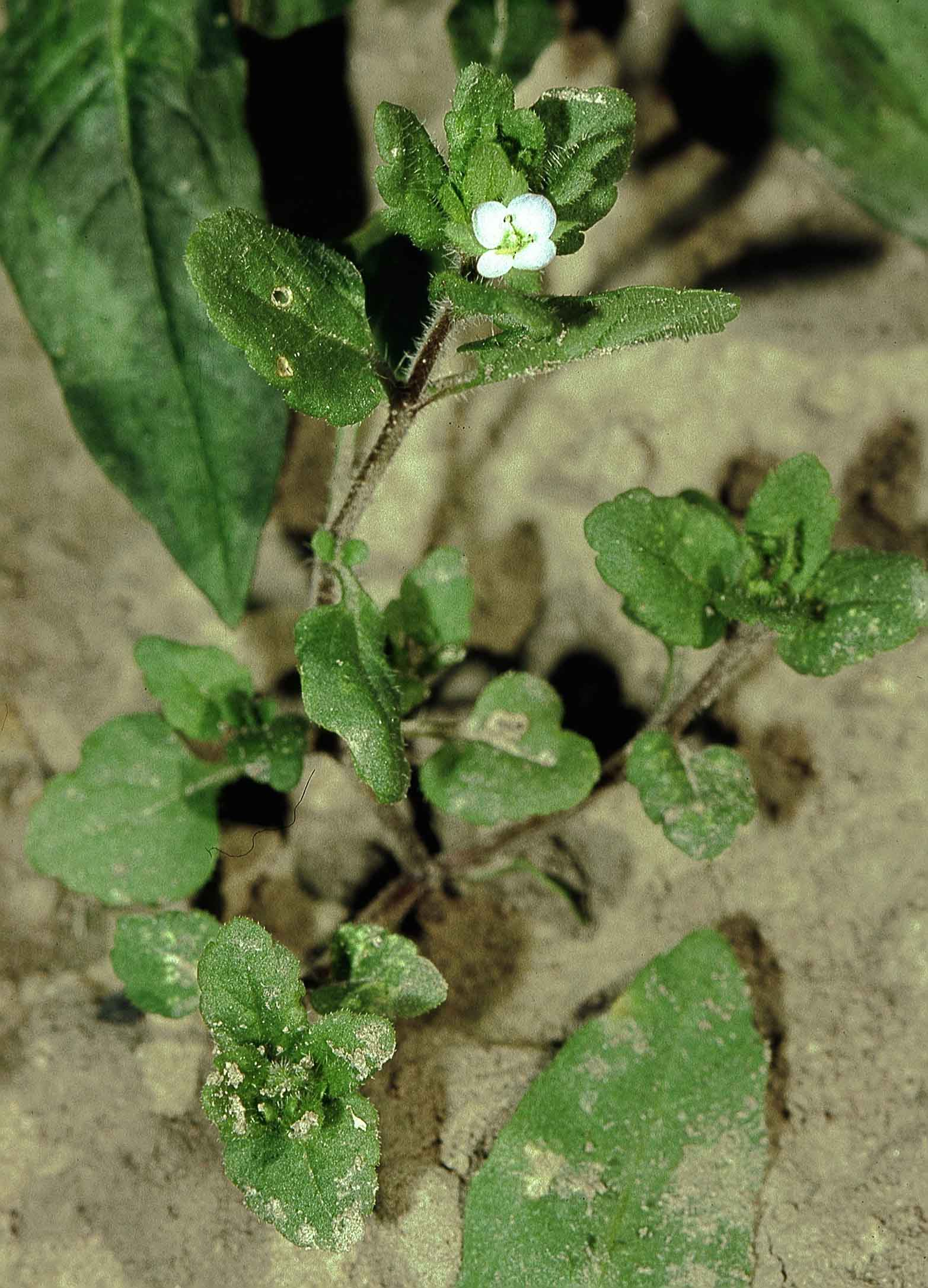
Il portamento

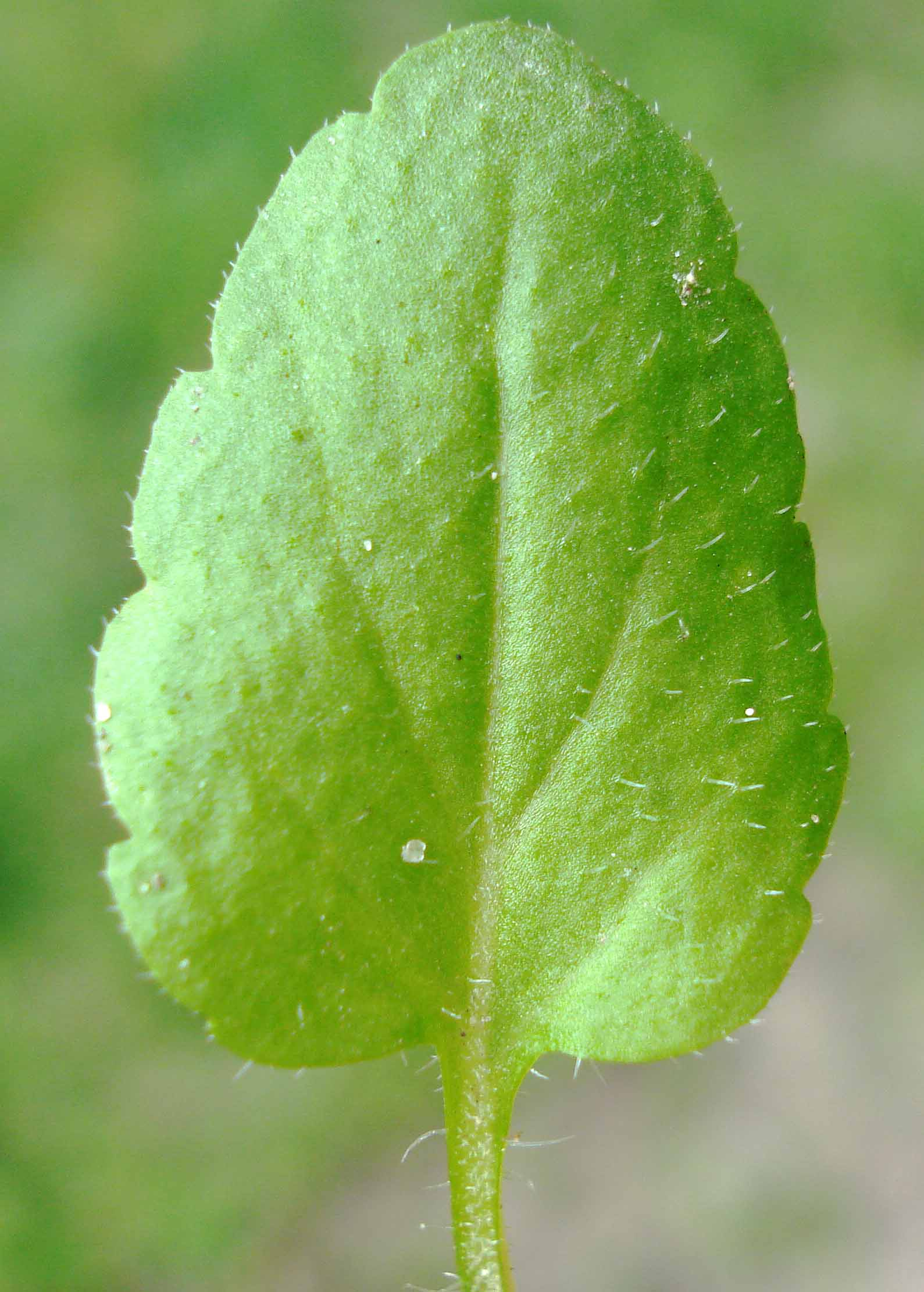
Le foglie

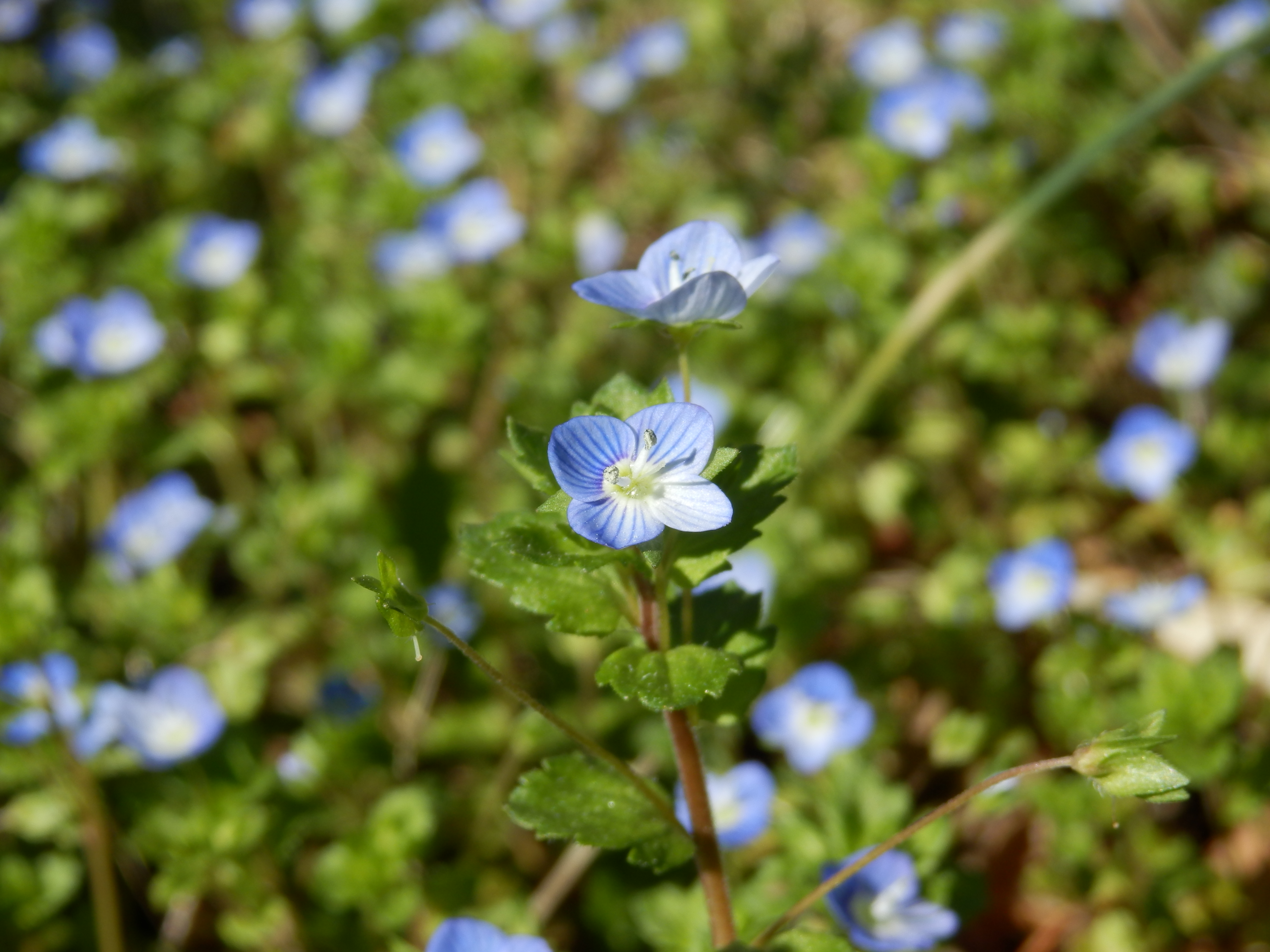
Infiorescenza

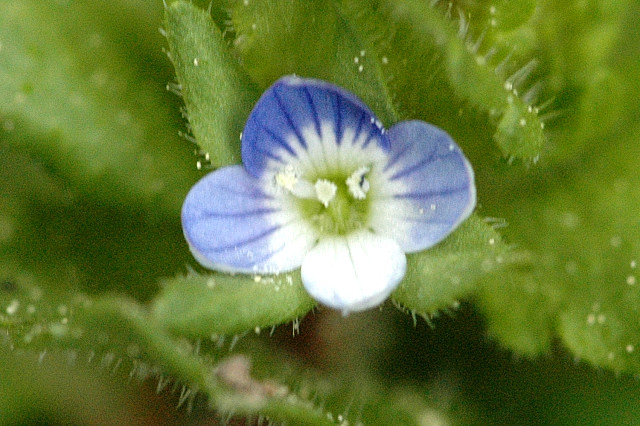
I fiori

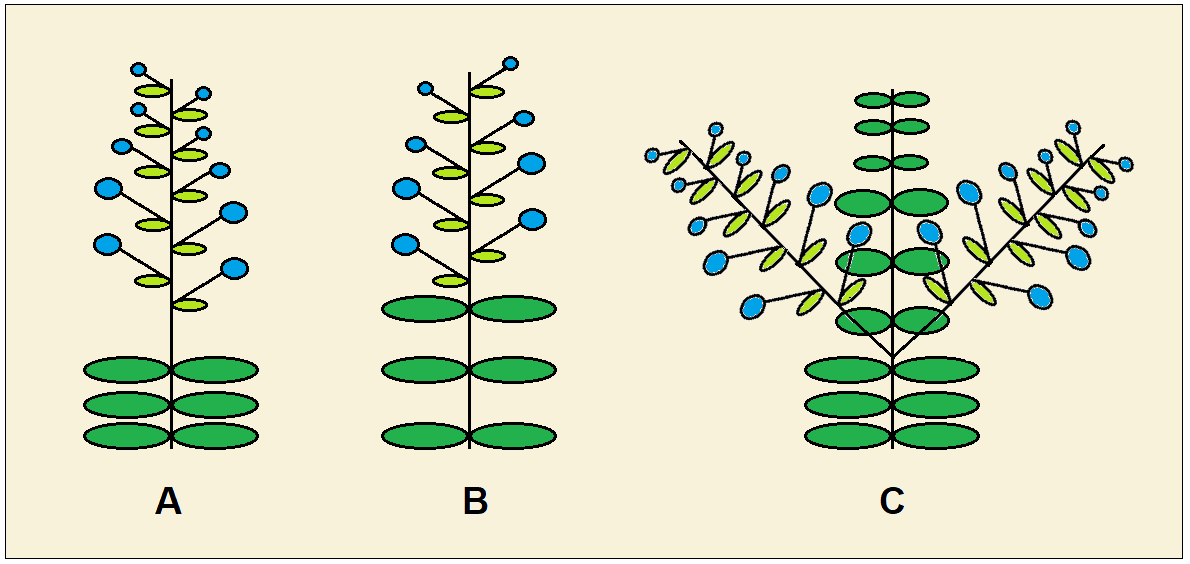
Racemi dell'infiorescenza: A) racemi terminali separati dalle foglie; B) racemi terminali non separati dalle foglie; C) racemi laterali

L'altezza di questa pianta varia tra 5 e 40 cm. La forma biologica è terofita scaposa (T scap), ossia in generale sono piante erbacee che differiscono dalle altre forme biologiche poiché, essendo annuali, superano la stagione avversa sotto forma di seme e sono munite di asse fiorale eretto e spesso privo di foglie.

### Radici
Le radici sono secondarie da rizoma.

### Fusto
La parte aerea del fusto è prostrata/ascendente e generalmente ramosa.

### Foglie
Le foglie sono disposte in modo opposto e sono più o meno sessili o brevemente picciolate. La forma della lamina varia da ovale a subrotonda; quelle superiori sono più strette. I bordi sono più o meno profondamente crenati e a volte sono revoluti. La superficie è pelosa e un po' lucida. Il colore delle foglie è verde-chiaro; quando si seccano il colore cambia in verde-grigio chiaro. Dimensione delle foglie: larghezza 4 – 10 mm; lunghezza 5 – 13 mm.

### Infiorescenza
Le infiorescenze sono dei racemi terminali con 10 - 30 fiori al massimo. I racemi non sono chiaramente separati dalla parte fogliare (tipo B - vedi figura). Nell'infiorescenza sono presenti delle brattee simili alle foglie ma più strette e allungate. I fiori sono posizionati all'ascella di una brattea. Le brattee sono disposte in modo alterno. I peduncoli sono lunghi più o meno come le brattee (almeno 5 mm) e alla fruttificazione sono ripiegati verso il basso; sono inoltre privi di peli ghiandolari. Dimensione delle brattee: larghezza 4 – 8 mm; lunghezza 8 – 18 mm.

### Fiore
I fiori sono ermafroditi e tetraciclici (composti da 4 verticilli: calice – corolla – androceo – gineceo), pentameri (calice e corolla divisi in cinque parti).
- Formula fiorale:

X o * K (4-5), [C (4) o (2+3), A 2+2 o 2], G (2), capsula.
- Calice: il calice campanulato, gamosepalo e più o meno attinomorfo, è diviso in 4 profonde lacinie con forme lineari-spatolate e apice acuto. Le lacinie hanno una consistenza erbacea. La superficie è percorsa da nervature poco sporgenti e ricoperta da brevi peli generalmente ghiandolari.
- Corolla: la corolla è gamopetala e debolmente zigomorfa con forme tubolari (il tubo è corto) e terminante in quattro larghi lobi patenti (il lobo superiore è leggermente più grande - due lobi fusi insieme, quello inferiore è più stretto). La corolla è resupinata; i lobi sono appena embricati. Il colore della corolla è azzurro luminoso o biancastro. Larghezza della corolla (diametro): 3 – 7 mm.
- Androceo: gli stami sono due lunghi (gli altri tre sono abortiti) e sono sporgenti dal tubo corollino. I filamenti sono adnati alla corolla. Le antere hanno due teche più o meno separate, uguali con forme arrotondate.
- Gineceo: il gineceo è bicarpellare (sincarpico - formato dall'unione di due carpelli connati). L'ovario (biloculare) è supero con forme ovoidi e compresso lateralmente. Gli ovuli per loculo sono da numerosi a pochi (1 - 2 per loculo), hanno un solo tegumento e sono tenuinucellati (con la nocella, stadio primordiale dell'ovulo, ridotta a poche cellule).[12] Lo stilo, filiforme con stigma capitato e ottuso, è breve e non sporge dalla insenatura della corolla. Il disco nettarifero è presente nella parte inferiore della corolla (sotto l'ovario). Lunghezza dello stilo: 1 mm.
- Fioritura: da marzo a ottobre.

### Frutti
Il frutto è del tipo a capsula divisa fino a metà in due lobi e bordi smarginati e facce con pochi peli ghiandolari patenti e nervature poco evidenti. La forma della capsula è subrotonda, rigonfia e compressa. La deiscenza è loculicida. I semi, incavati a conchiglia con superficie rugosa e colorati di giallo-pallido, sono numerosi (8 - 14). Dimensione della capsula: 4,5 - 5,5 x 3,0 - 4,5 mm. Dimensione dei semi: 1,0 - 1,5 x 1,5 - 2,2 mm.

## Riproduzione
- Impollinazione: l'impollinazione avviene tramite insetti (impollinazione entomogama).
- Riproduzione: la fecondazione avviene fondamentalmente tramite l'impollinazione dei fiori (vedi sopra).
- Dispersione: i semi cadendo a terra (dopo essere stati trasportati per alcuni metri dal vento – disseminazione anemocora) sono successivamente dispersi soprattutto da insetti tipo formiche (disseminazione mirmecoria).

## Distribuzione e habitat

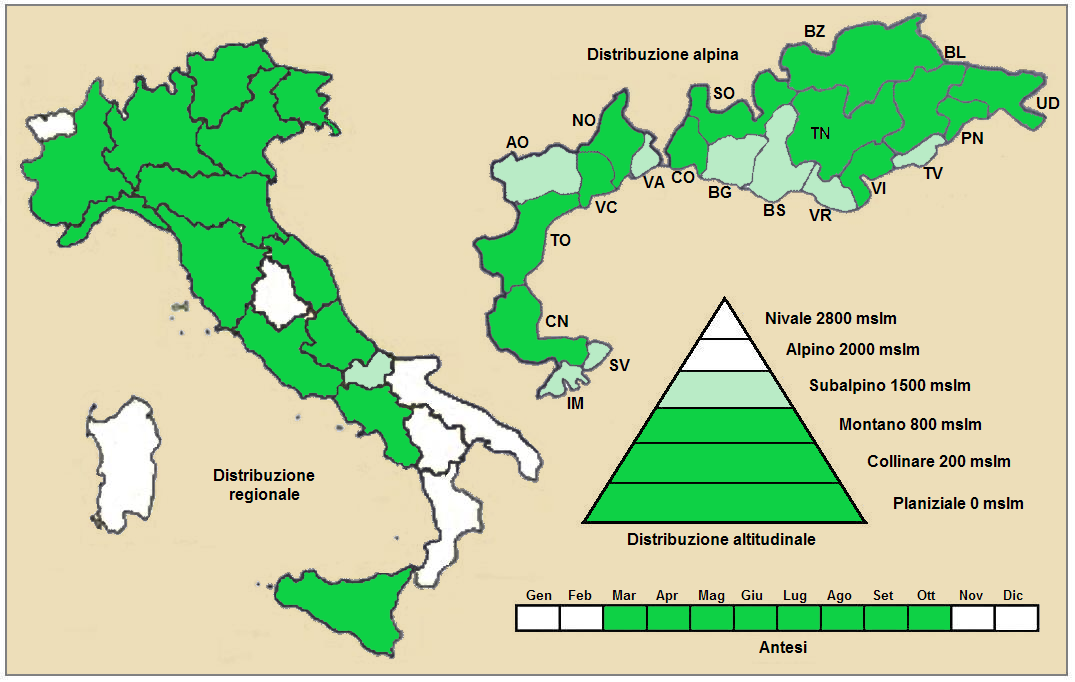
Distribuzione della pianta
(Distribuzione regionale – Distribuzione alpina)

- Geoelemento: il tipo corologico (area di origine) è Ovest Europeo (Subcosmopolita).
- Distribuzione: in Italia è una specie rara e si trova al Nord, Centro e in Sicilia. Nelle Alpi italiane è presente con una certa discontinuità. Nelle Alpi oltre confine è più o meno presente in tutte le suddivisioni amministrative alpine della Francia, Svizzera, Austria e Slovenia. Sugli altri rilievi europei collegati alle Alpi si trova nella Foresta Nera, Vosgi, Massiccio del Giura, Massiccio Centrale, Pirenei, Monti Balcani e Carpazi.[14] Nel resto dell'Europa e dell'areale del Mediterraneo questa specie si trova ovunque in Europa, ma anche in Israele e nel Magreb.[15]
- Habitat: per questa pianta l'habitat tipico sono i campi e gli orti, soprattutto su terreni poveri di calcare e in ambienti freddo-umidi. Il substrato preferito è calcareo/siliceo o siliceo con pH neutro, bassi valori nutrizionali del terreno che deve essere mediamente umido.[14]
- Distribuzione altitudinale: sui rilievi queste piante si possono trovare fino a 1.500 m s.l.m.; frequentano quindi i seguenti piani vegetazionali: collinare, montano e in parte quello subalpino (oltre a quello planiziale).

## Fitosociologia

### Areale alpino
Dal punto di vista fitosociologico alpino Veronica agrestis appartiene alla seguente comunità vegetale:
- Formazione: delle comunità terofiche pioniere nitrofile

- Classe: Stellarienea mediae

### Areale italiano
Per l'areale completo italiano la sottospecie di questa voce appartiene alla seguente comunità vegetale:
- Macrotipologia: vegetazione erbacea sinantropica, ruderale e megaforbieti

- Classe: Stellarietea mediae Tuxen, Lohmeyer & Preising ex von Rochow, 1951

- Sub-Classe: Stellarienea mediae

- Ordine: Solano nigri-Polygonetalia convolvuli (Sissingh in Westhoff, Dijk, Passchier & Sissingh 1946) O. Bolòs, 1962

- Alleanza: Veronico agrestis-Euphorbion peplus Sissingh ex Passarge, 1964

Descrizione. L'alleanza Veronico agrestis-Euphorbion peplus è relativa alle comunità terofitiche, su suoli fertili (limosi o argillosi) e ricchi in sostanza organica, generalmente nelle colture orticole e dei vigneti (è quindi una comunità infestante). La distribuzione di questa alleanza è eurosiberiana. In Italia questa alleanza è presente in Veneto in due diverse serie di vegetazione: quella dell'alta Pianura Padana orientale e quella della prealpina orientale collinare.
Specie presenti nell'associazione: Allium vineale, Calendula arvensis, Euphorbia peplus, Fumaria officinalis, Heliotropium europaeum, Geranium rotundifolium, Mercurialis annua, Muscari racemosus, Amaranthus retroflexus, Chenopodium album, Chenopodium hybridum, Echinochloa crus-galli, Euphorbia helioscopia, Solanum nigrum, Sonchus arvensis, Sonchus asper, Thlaspi arvense, Tripleurospermum inodorum, Veronica persica, Sonchus oleraceus, Fallopia convolvulus, Anagallis arvensis, Stellaria media, Capsella bursa-pastoris, Amaranthus powellii, Galinsoga parviflora, Lamium purpureum, Sinapis arvensis.

## Tassonomia
La famiglia di appartenenza (Plantaginaceae) è relativamente numerosa con un centinaio di generi. La classificazione tassonomica di questa specie è in via di definizione in quanto fino a poco tempo fa il suo genere apparteneva alla famiglia delle Scrophulariaceae (secondo la classificazione ormai classica di Cronquist), mentre ora con i nuovi sistemi di classificazione filogenetica (classificazione APG) è stata assegnata alla famiglia delle Plantaginaceae; anche i livelli superiori sono cambiati (vedi il box tassonomico iniziale). Questa pianta appartiene alla sottotribù Veroniciinae (tribù Veroniceae e sottofamiglia Digitalidoideae). Il genere Veronica è molto numeroso con oltre 250 specie a distribuzione cosmopolita.

### Filogenesi
La specie V. agrestis appartiene alla sezione Pocilla Dumort.. Questo gruppo è caratterizzato da un ciclo biologico annuo, dalle infiorescenze formate da racemi terminali con brattee ben distinte dalle foglie oppure i fiori sono isolati all'ascella di foglie normali (quindi le brattee non si distinguono dalle foglie), dal calice a 4 lobi e dai semi piani o incavati.
Inoltre la specie di questa voce fa parte del Gruppo di V. agrestis insieme (relativamente all'areale italiano) alla specie Veronica persica Poir., Veronica opaca Fries e Veronica polita Fries. I caratteri principali di questo gruppo sono:
- il portamento delle piante è annuale;
- i fusti sono prostrati o ascendenti e generalmente ramosi;
- le brattee dell'infiorescenza sono simili alle foglie e delle stesse dimensioni;
- l'infiorescenza ha 10 - 30 fiori con peduncoli alla fruttificazione ripiegati verso il basso;
- la forma dei semi è incavata a conchiglia con superficie rugosa e colorati di giallo-pallido;
- la dimensione dei semi è: 1,0 - 1,5 x 1,5 - 2,2 mm.

Il numero cromosomico di V. agrestis è: 2n = 14 e 2n = 28.

### Sinonimi
L'entità di questa voce ha avuto nel tempo diverse nomenclature. L'elenco seguente indica alcuni tra i sinonimi più frequenti:
- Cardia agrestis (L.) Dulac
- Cochlidiosperma agreste (L.) Opiz
- Pocilla agrestis (L.) Fourr.
- Veronica agrestis subsp. eu-agrestis Maire
- Veronica agrestis subsp. typica  Fiori

## Altre notizie
La veronica agreste in altre lingue è chiamata nei seguenti modi:
- (DE)  Acker-Ehrenpreis
- (FR)  Véronique agreste
- (EN)  Green Field-Speedwell